# Книнско поље
Книнско поље је крашко поље у северном делу Далмације, тачније у Книнској крајини код града Книна у Републици Хрватској, по коме је и добило име. Захвата површину од 24,2 км², на дужини од 10,5 и ширини од 3,5 километара. Простире се између падина Динаре и крашке површи на надморској висини 220-300 метара. 
Дно поља састоји се од верфенских и гипсаних наслага, којима теку реке Крка и Бутишница. Северни део одликује се ерозијом, а јужни плављење. Книнско поље је економски веома значајно. По ободу су се развила бројна насеља – Голубић, Врпоље, Топоље и град Книн. Становништво се бави земљорадњом и сточарством.